# Marchantia
Marchantia és un gènere de hepàtiques de la família Marchantiaceae. Actualment conté 44 espècies acceptades. Dues espècies del gènere (Marchantia polymorpha i Marchantia paleacea) són autòctones de Catalunya.

## Descripció
El gametòfit té un tal·lus opac, de fins a 8 centímetres de llarg, robust, fortament dividit de marge sinuós, glabre, ondulat i uniestratificat. Presenta una elevada diferenciació interna. Té una epidermis dorsal lleugerament reticulada amb porus visibles, compostos i de secció cilíndrica. Els porus són externament una mica prominents, estan rodejats per 2 anells de 4 cèl·lules translúcides rodejades per 2-3 anells de cèl·lules en forma de creu. La regió ventral està especialitzada en l'emmagatzematge i l'epidermis presenta esquames.
Espècie dioica que es pot reproduir de forma sexual i asexual. Les gemmes, estructures de propagació asexual, són de 0,5 mm, lenticulars, emarginades a cada costat, unida pel pedicel amb una cèl·lula, situades en receptacles en forma de copa amb marges membranosos i serrats anomenats conceptacles, estructura molt característica del gènere. Els anteridis (òrgans masculins) són discoïdals, de 6 a 9 mm de diàmetre, sinuosos al marge; el anteridiòfor (teixit que uneix el anteridi amb el tal·lus) és gairebé circular en secció transversal, d' 1-3 cm de llarg, envoltat d'esquames marrons a la base. Arqueogonis (òrgans femenins) discoïdals, de 6 a 9 mm de diàmetre, amb forma de paraigües, amb 9-11 divisions radials digitiformes; arquegoniòfor subcuadrat en secció transversal, de 5 cm de llarg, envoltat d'esquames marrons a la base.
L'esporòfit desenvolupa càpsules que no estan immerses en el tal·lus, sinó al capdamunt d'una seta llarga i translúcida.